# Alex Webster
Alex Webster (New York, SAD, 25. listopada 1969.) je američki basist. S bubnjarem Paulem Mazurkiewiczem osnivač američkog death metal-sastava Cannibal Corpse 1988. godine. Također svira u sastava Blotted Science. Surađivao s Hate Eternal, Beyond Death, Unmerciful i Alas.

## Diskografija

### Cannibal Corpse (1988. - danas)
- Cannibal Corpse (1989.) (demo)
- Eaten Back to Life (1990.)
- Butchered at Birth (1991.)
- Tomb of the Mutilated (1992.)
- Hammer Smashed Face (1993.) (EP)
- The Bleeding (1994.)
- Vile (1996.)
- Gallery of Suicide (1998.)
- Bloodthirst (1999.)
- Sacrifice / Confessions (2000.) (EP)
- Live Cannibalism (2000.) (koncertni album)
- Gore Obsessed (2002.)
- Worm Infested (2003.) (EP)
- 15 Year Killing Spree (2003.) (kompliacijski album)
- The Wretched Spawn (2004.)
- Kill (2006.)
- Evisceration Plague (2009.)
- Global Evisceration (2011.) (koncertni album)
- Torture (2012.)
- Torturing and Eviscerating Live (2013.) (koncertni album)
- A Skeletal Domain (2014.)
- Red Before Black (2017.)
- Violence Unimagined (2021.)